# Une fois par jour
Une fois par jour est une émission télévisée, animée par Claude Sérillon proposant information et divertissement. Elle est diffusée en direct du lundi au vendredi entre 18 h 30 et 20 h du 5 novembre 1990 au 21 décembre 1990 sur Antenne 2. Elle est tournée au studio 102 de la Maison de la Radio.
On retrouve dans cette émission Isabelle Giordano, Cabu, Georges Wolinski ou encore Marc Jolivet qui présente une pastille humoristique dans laquelle les titres du journal télévisé sont parodiés.